# Евтим Бояджиев
Евтим (Ефтим) Иванов Бояджиев или Бояджийски е български революционер, деец на Вътрешната македоно-одринска революционна организация, комунист.

## Биография
Евтим Бояджиев е роден на 14 юли 1885 година в град Кюстендил, България. Завършва IV отделение, след което учи за сарач. Присъединява се към ВМОРО и в 1905 година става четник на Христо Димитров – Кутруля, участва в Илинденското въстание и при сраженията в Робово, Смоймирово и Митрашинци. След въстанието продължава да е четник на Христо Кутруля.
Участва в Балканската (1912 - 1913), в Междусъюзническата (1913) и в Първата световна война (1915 - 1918).
Под влияние на Октомврийския преврат в Русия, става член на БРСДП (обединена), но скоро преминава в БРСДП (тесни социалисти), преименувала се в 1919 година на Българска комунистическа  партия. На 30 октомври 1920 година е избран за общински съветник от БКП и развива активна дейност по време на комунистическото управление на града от 22 ноември 1920 година до 25 януари 1921 година при кмета Никола Грънчаров. През 20-те години и 30-те години продължава да се занимава с комунистическа и профсъюзна дейност.
В 1936 година се изселва в София, където живее до 1949 година. След Деветосептемврийския преврат в 1944 година участва в установяването на властта на Отечествения фронт.
Умира на 5 октомври 1962 година в Кюстендил.